# Silver Machine
Silver Machine — песня британской рок-группы Hawkwind, записанная в феврале 1972 года в ходе благотворительного концерта Greasy Truckers Party и 9 июня 1972 года выпущенная компанией United Artists Records синглом (с «Seven By Seven» на обороте). Сингл «Silver Machine», поднявшийся до #3 в UK Singles Chart, перевыпускался в 1976, 1978 (#34 UK) и 1983 (#67 UK) годах. Оригинальная версия «Silver Machine» вошла в ремастеринг второго альбома группы In Search of Space.

## История песни
Текст «Silver Machine» написал Роберт Калверт, а музыку — Дэйв Брок; последний в качестве авторского псевдонима выбрал себе девичью фамилию жены, Сильвии Макманус — единственно, чтобы оказать таким образом давление на записывающую компанию в надежде на увеличение авторских отчислений. В основу композиции им был положен стандартный буги-рифф (в числе групп, использовавших его, были, в частности, Johnny and the Hurricanes, «Red River Rock»). Саймон Кинг впоследствии говорил: <The Greasy Truckers> был, кажется, моим третьим концертом с Hawkwind, я ничего не соображал, в репетициях не участвовал и вообще думал, что Silver Machine — песня Чака Берри.

### Текст Silver Machine
Текст песни — нечто вроде пародии на описание путешествия во времени — был написан по мотивам эссе Альфреда Жарри «Как построить машину времени» (англ. How to Construct a Time Machine): Калверт истолковал его как инструкцию по созданию самодельного велосипеда:

…Я заметил нечто, что, думаю, никто прежде не замечал, потому что до сих пор не встречал критического отзыва об этом произведении, где такая версия упоминалась бы. Я же почему-то сразу догадался: он описывает собственный велосипед. Это соответствовало особенностям его мышления. Такой он был человек: решил, что это будет удачной шуткой — написать такое вот с виду заумное повествование, наполненное вполне грамотными физическими выкладками (а реальная физика действительно там присутствует), описывающее якобы процесс создания машины времени, а на самом деле — рассказывающее о том, как сделать велосипед; скрыть эту шутку за дымовой завесой физики, на первый взгляд вполне аутентичной… — Роберт Калверт, Cheesecake # 5, April 1981 Оригинальный текст (англ.)I read this essay by Alfred Jarrey called, "How to Construct a Time Machine", and I noticed something which I don't think anyone else has thought of because I've never seen any criticism of the piece to suggest this. I seemed to suss out immediately that what he was describing was his bicycle. He did have that turn of mind. He was the kind of bloke who'd think it was a good joke to write this very informed sounding piece, full of really good physics (and it has got some proper physics in it), describing how to build a time machine, which is actually about how to build a bicycle, buried under this smoke-screen of physics that sounds authentic. 

### История записи
13 февраля 1972 года Hawkwind в составе: Брок, Калверт, Тёрнер, Лемми, Кинг, Деттмар и Дик Мик сыграли на андеграундном музыкально-политическом мероприятии Greasy Truckers Party в лондонском клубе Roundhouse. Мероприятие, как писал Б. Таун, «…было как раз в духе Hawkwind: аудитория находилась в прекрасном расположении духа, музыканты тоже. Это была их паства, можно было позволить себе расслабиться — так получился этот волшебный концерт». Исполненные здесь «Master Of The Universe» и «Born To Go» вошли в двойной альбом Greasy Truckers Party, выпущенный United Artists (UDX 203/4). «Silver Machine» и «Welcome To The Future» были включены и в тройник Glastonbury Fayre (Revelation REV1A-3F).
Первый вариант сингла «Silver Machine» смикшировал прямо на сцене звукооператор, в будущем руководитель Stiff Records, Дэйв Робинсон. На сцене пел Боб Калверт, но вскоре после концерта он был помещён в психиатрическую лечебницу, где провёл следующие 28 дней. Новую партию вокала было поручено исполнить Лемми, но это решение далось группе с трудом. «Они перепробовали всех, прежде чем согласились на то, чтобы пел я. Ник, Боб, Дэйв… Остались только я и драммер. А я спел здорово, очень здорово — с первого же захода. Для них это было — ну просто невыносимо. На обложке NME — я один: тот, кто поставлял им неочищенные спиды!..», — вспоминал тот.
Смит решил ремикшировать плёнки и подчистить звук: в Morgan Studios для этой цели он взял с собой бас-гитариста. «У Лемми просто для этой вещи был самый подходящий голос, — вспоминал он. — Конечно, Боб не пришёл в восторг, когда об этом узнал». О том, в каком состоянии группа записывала свой исторический сингл, можно судить по воспоминаниям Лемми: 

Мы с Дик-Миком не спали четверо суток, <держались> на капсулах декседрина, так что мозги у нас были уже набекрень. Но нужно было ехать на концерт в Roundhouse… так что мы приняли по паре мандракса, чтобы успокоиться. Сделалось скучновато, мы приняли каждый по паре «блэк-бомберов»… Приезжаем в Roundhouse: кто-то приносит кучу бомберов, мы принимаем по десятку каждый: это уже много. Кто-то приходит с мандраксом: мы на взводе, глотаем по три, — нужно же успокоиться. Приносят кокаин, в больших таких пакетах, мы думаем — возьмём понемногу. Все это время в гримёрке — сплошное курево. Мы уже в полной отключке. А тут несут «кислоту» и мескалин — мы и это всё тоже глотаем. Но пора выходить на сцену. Мы с Дик-Миком — закоченелые, как две доски. «Не могу пошевелиться, Дик-Мик, а ты?» — «Я тоже. Классно, правда?» — «Что делать, мы же не сможем играть?» — «Придумаем что-нибудь», — говорит он.
Сингл «Silver Machine» вышел в августе 1972 года и поднялся до #3 в UK Singles Chart, несмотря на то, что почти не звучал на радио. Группа была приглашена в телепрограмму Top of the Pops, но, по словам Б. Тауна, «…как и следовало ожидать, отказалась петь под фонограмму, а вместо этого настояла на том, чтобы BBC сама явилась на концерт и записала живое выступление; спрос на них был таков, что BBC просто вынуждена была согласиться». Выступление Hawkwind с «Silver Machine» транслировалось в Top of the Pops в общей сложности трижды и позже было использовано BBC в программе о Муркоке.

## Участники
- Роберт Калверт — вокал
- Дейв Брок — гитара, вокал
- Ник Тёрнер — саксофон, флейта, вокал
- Лемми (Иэн Килмистер) — бас-гитара, вокал
- Дик-Мик (Майкл Дэвис) — синтезатор
- Дел Деттмар — синтезатор
- Саймон Кинг — ударные